# Mark IV
A Mark IV a Brit Szárazföldi Erők harckocsija volt az első világháború során.

## Felépítése
A Mark IV-es volt az első jelentős szerkezeti módosítás. A Mark I-es átalakított változatát erősebb páncélzattal látták el, ami megnövelte a személyzet túlélőképességét. Az öntöttvas motorblokkot felváltotta az alumínium, a hűtőrendszert javították. Az erkélyek felfüggesztésén is változtattak, melyeket aztán könnyebb volt fel- és leszerelni a vasúti szállításhoz. A harckocsiágyút ugyanolyan űrméretű, de rövidebb lövegre cserélték, ami súlymegtakarítást eredményezett.
A harckocsigyártó részleg (Tank Supply Department) vezetője, Albert Gerald Stern új meghajtást és erőátviteli rendszert tervezett a harckocsinak, azonban a tervezési munkák következtében a gyártást nem sikerült időben elkezdeni, és előállítani a megszabott 200 darabszámot az 1917. április 1-jén induló offenzívához. A Mark IV Male négy Lewis géppuskát és két QF 6 pounder Hotchkiss ágyút hordozott, a Female változat pedig hat géppuskát.
Összesen 1220 darab készült: 420 ágyúval és géppuskákkal ellátott Male, 595 géppuskákkal felszerelt Female és 205 műszaki harcjármű.

## Egyéb adatai
- Árokáthidaló képesség: 3,05 m
- Lépcsőmászó képesség: 1,37 m
- Gázlóképesség: 1,0 m

## Galéria

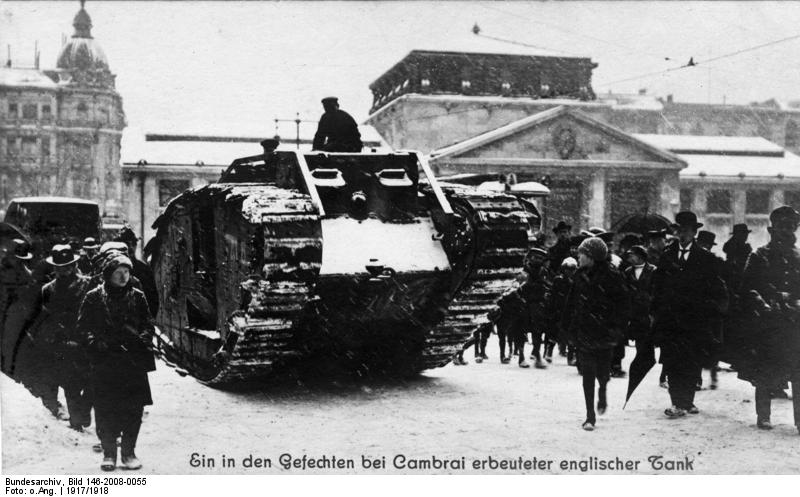
Mark IV Berlinben
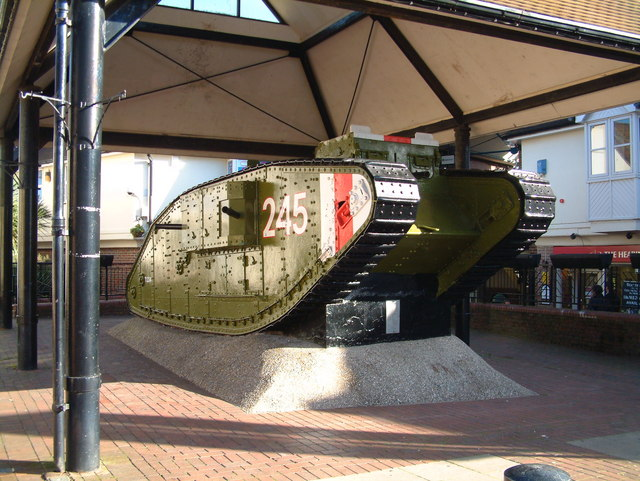
Female változat az ashfordi tankmúzeumban
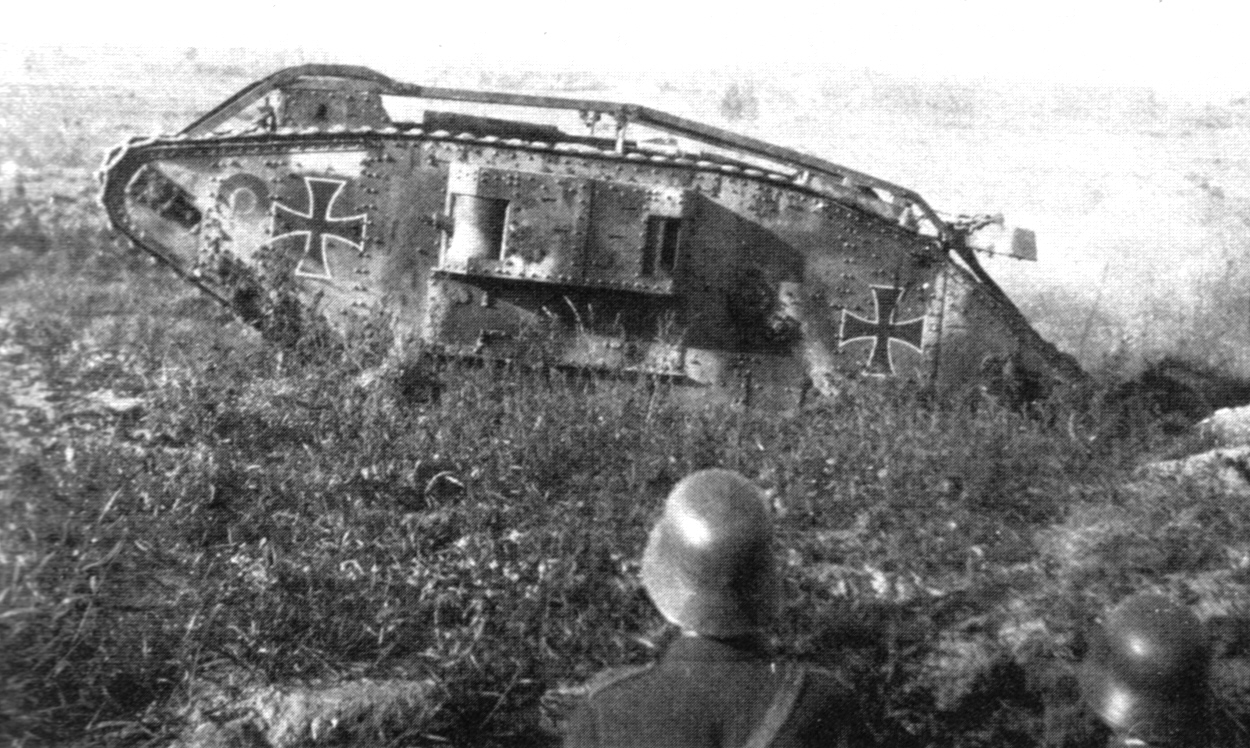
Egy német által zsákmányolt Mark IV Beutepanzer